# 36.º Distrito Congressional da Califórnia
O 36º Distrito Congressional da Califórnia (em inglês:  California's 36th congressional district) é um dos 53 Distritos Congressionais do Estado norte-americano da Califórnia, segundo o censo de 2000 sua população é de 639.087 habitantes, sua área é de 122 km, cobre parte do Condado de Los Angeles.
Fica no Oeste deste Estado e inclui os cidades de:
- Los Angeles
- Redondo Beach
- Manhattan Beach
- Torrance
- El Segundo
- Venice
- Cullman
- Wilmington
- San Pedro